# 酒井忠恭
酒井 忠恭（さかい ただずみ）は、江戸時代中期の大名、老中首座。上野前橋藩第9代藩主。のち播磨姫路藩初代藩主。雅楽頭系酒井家14代。

## 生涯
前橋藩分家の越前敦賀藩主酒井忠菊の四男。前橋藩主となっていた実兄の親本に子がなかったため、同じく養子としてその跡を継いだ。享保16年（1731年） 、家督相続。
元文5年（1740年） 4月3日、大坂城代に任じられる。
延享元年（1744年） 5月に大坂城代を免じられ、西の丸老中になり将軍後嗣の徳川家重附属となる、翌年には家重が将軍となり、忠恭も本丸老中となった。老中に就任する際、それまでの老中首座は勝手掛老中の松平乗邑であったが、乗邑は次席に回され忠恭が首座とされた。酒井家の家柄が重視されたことと、乗邑が将軍後継問題で家重を支持しなかったことによる、家重の報復人事であるとされる。乗邑は老中を辞任し、減封の上で転封となった。
寛延元年（1748年）、肥前国佐賀藩主の鍋島宗教を隠居させようとする、佐賀藩主家一族の謀に巻き込まれる。
寛延2年（1749年） 1月、遠国である播磨国姫路への転封と共に老中を辞任。姫路移転の経緯は後述する。
明和7年（1770年）4月18日、八男の忠交が元服すると、同年閏6月23日に1万石を分与し姫路新田藩を立藩させた。
安永元年（1772年）に藩主在職のまま死去し、跡は孫の忠以が継いだ。
長男の忠仰は庶子であったため、当初はこれを後継と考えず、忠仰は寛延元年（1748年）に幕府より3000俵の新封を受け大身旗本として将軍徳川家重の小姓となった。しかし嫡子とした次男の忠得が宝暦5年（1755年）に18歳で早世、三男の忠宜が嫡子となり家重に御目見えするも、忠宜も宝暦11年（1761年）に22歳で早世したため、同年に忠仰を嫡子とした。しかし、忠仰も明和4年（1767年）に早世したため、前述の通り忠仰の長男の忠以が忠恭の嫡子となった。

## 姫路転封工作
寛延2年（1749年）、忠恭は前橋から姫路に転封する。
酒井家の前橋藩は財政が極端に悪化していた。酒井家という格式を維持する費用、幕閣での勤めにかかる費用、放漫な財政運用、加えて前橋藩領内は利根川の氾濫が相次ぐ土地でありあまり豊かではなく、つまり財政基盤の脆弱さなどが大きかった。そもそも藩庁のあった前橋城は利根川の急流を防御に利用した堅牢な城であったが、その利根川に年々城地を侵食されており、5代藩主忠挙の頃の宝永3年（1706年）には利根川の氾濫により本丸3層の櫓が倒壊している。忠挙は隠居ののちの宝永7年（1710年）、前橋から近畿地方の先進地への国替を幕府に働きかけたが失敗している。しかし、もはや国替により危機を脱するしか方途がないというのがこの後、藩首脳の暗黙の了解となってゆく。 
忠恭の頃も同様の状況が続いており、家老の本多光彬や江戸の用人犬塚又内らは、同じ15万石ながら畿内の先進地に位置し、内実はより豊かと言われていた姫路に目をつけ、ここに移封する計画を企図し、忠恭もこの案に乗った。
ところが、本多と同じく家老の川合定恒は「前橋城は神君より『永代この城を守護すべし』との朱印状まで付された城地である」として姫路転封工作に強硬に反対したため、本多、犬塚らの国替え工作は以後、川合を通さずに秘密裏に行われた。
そのような遠くの酒井家の期待とは裏腹にその頃姫路では、寛延元年（1748年）夏に大旱魃が起きたがしかし姫路藩松平家は同年の年貢徴収の手を緩めなかったため、領民の不満が嵩じている中で藩主の松平明矩が11月16日に死去し、11歳の幼い跡継ぎが藩主となることとなった。藩が動揺する中、印南郡的形組の農民が12月21日に蜂起した。この一揆は藩による「家財を売り払っても年貢完納ができない者に関しては、納付を来季まで待つ」という触書によって一旦は収まったが、1月15日に前橋の忠恭と姫路の松平喜八郎（朝矩）の領地替の命令が出されたことで、借金の踏み倒しを恐れた領民は1月22日に再び蜂起し藩内各地を襲撃、その被害は藩内全域に及んだ（寛延大一揆）
一揆は2月には収拾したが、この混乱が尾を引き、酒井家の転封は5月22日にずれ込んだ。藩士の移住はさらに遅れ、しかも7月3日には姫路領内を台風が襲い船場川が決壊、川合は独断で避難民を姫路城に収容し、米蔵から備蓄米を被災者に分け与えた。この時は死者・行方不明者を400人以上も出した。8月にも再び台風が襲い、田畑だけではなく領民3000人余がさらに死亡する大被害を受け、前年と合わせた大被害を受けた姫路領にまともな年貢収入は期待できず、転封の費用も嵩んだ酒井家はつまり、ますます財政が悪化した。
寛延4年（1751年）。川合は本多、犬塚の両名を殺害し、代々の藩主への謝罪状をしたためて自害している。

## 略歴
※日付は旧暦
- 宝永7年（1710年）　生誕
- 享保16年（1731年） 前橋藩相続
- 元文5年（1740年） 4月3日、大坂城代
- 延享元年（1744年） 5月1日、大坂城代免、西丸老中（9月18日～）
- 延享2年（1745年（延享2年） 西丸から本丸に転じ、老中首座
- 寛延2年（1749年） 1月15日、老中罷免、溜間詰、播磨姫路へ国替の幕命
- 安永元年（1772年） 7月13日、死去

## 官歴
- 享保16年（1731年）　従五位下・雅楽頭
- 享保17年（1732年）　従四位下
- 延享元年（1744年）　侍従
- 1763年（宝暦13年）　左近衛少将